# Стежеріш (Муреш)
Стежеріш (рум. Stejeriș) — село у повіті Муреш в Румунії. Входить до складу комуни Акецарі.
Село розташоване на відстані 254 км на північний захід від Бухареста, 8 км на південний схід від Тиргу-Муреша, 84 км на південний схід від Клуж-Напоки, 119 км на північний захід від Брашова.

## Населення
За даними перепису населення 2002 року у селі проживали 355 осіб.
Національний склад населення села:
| Національність | Кількість осіб | Відсоток |
| -------------- | -------------- | -------- |
| угорці         | 286            | 80,6%    |
| цигани         | 65             | 18,3%    |

Рідною мовою назвали:
| Мова      | Кількість осіб | Відсоток |
| --------- | -------------- | -------- |
| угорська  | 309            | 87,0%    |
| циганська | 43             | 12,1%    |